# Adolfo Suárez
Pour les articles homonymes, voir Adolfo González, González et Suárez.
 (juillet 2017).
Si vous disposez d'ouvrages ou d'articles de référence ou si vous connaissez des sites web de qualité traitant du thème abordé ici, merci de compléter l'article en donnant les références utiles à sa vérifiabilité et en les liant à la section « Notes et références ».
Adolfo Suárez González [aˈðolfo ˈswaɾeθ ɣonˈθaleθ], 1er duc de Suárez, né le 25 septembre 1932 à Cebreros, dans la province d'Ávila, et mort le 23 mars 2014 à Madrid, est un homme d'État espagnol, président du gouvernement d'Espagne de 1976 à 1981. C'est sous son gouvernement qu'est menée la Transition démocratique et approuvée la Constitution espagnole de 1978.

## Origines
Fils d'un républicain devenu cadre franquiste, il obtient un doctorat de droit à l'université complutense de Madrid. Membre du Mouvement national, il commence sa carrière politique dans l'administration, sous les ordres de Fernando Herrero Tejedor, un phalangiste travaillant à l'Opus Dei puis dans le gouvernement du généralissime Francisco Franco. Il devient ensuite chef du parti unique phalangiste.

## Famille
Adolfo Suárez épouse le 15 juillet 1961, Amparo Illana Elórtegui (1934-2001), avec qui, il a cinq enfants : María del Amparo "Mariam" (1963-2004), Adolfo (1964), Laura (1966), Sonsoles (1967) et Francisco Javier (1969). Ils ont quatre petits enfants : Alejandra, duchesse de Suárez et Fernando (enfants de Mariam), Adolfo et Pablo (enfants d'Adolfo).

## Dans leMouvement national
- 1958 : il entre au secrétariat général du Mouvement national.
- 1961 : il est chef de cabinet du vice-secrétaire général.
- 1968 : il est gouverneur civil de Ségovie.
- 1969 : il est désigné directeur général de la radio-télévision espagnole.
- avril 1975 : il devient le vice-secrétaire du Mouvement national, parti unique depuis 18 ans.
- décembre 1975 : un mois après la mort de Franco, il devient le nouveau secrétaire général du Mouvement national, membre du gouvernement de Carlos Arias Navarro.

## Président du gouvernement

### Homme de confiance de Juan Carlos
En juillet 1976, Suárez, âgé de 43 ans, est choisi par le roi Juan Carlos pour succéder à Carlos Arias Navarro. Parfait inconnu du grand public, Suárez est chargé de mener à bien la transition démocratique, de démanteler les structures franquistes et de préserver la monarchie. Il réunit autour de lui des personnalités converties au principe démocratique, issues principalement du franquisme et de la Phalange espagnole mais aussi des sociaux-démocrates, des libéraux et des chrétiens-démocrates.

### Liquidation du franquisme
Avec l'aide de Torcuato Fernández Miranda, il procède à l'autoliquidation des Cortes franquistes qui regroupent les ultras de l'ancien régime, les militaires et les vétérans de la guerre civile. Suárez impose des réformes politiques qui débouchent sur l'autorisation des partis politiques et annonce des élections démocratiques en vue de former une assemblée constituante pour l'année 1977. Ce faisant, il impose aux partis républicains, pour lever leur interdit, d'accepter la monarchie parlementaire et le drapeau espagnol rouge et or. Ce n'est pas sans difficulté en 1977 que Santiago Carrillo, chef du Parti communiste espagnol, proclamera sa loyauté à Juan Carlos et au drapeau espagnol devant les caméras de télévision, lui permettant ainsi de participer aux élections.

### Victoire électorale
Le 15 juin 1977, les élections sont remportées par la toute nouvelle Union du centre démocratique (UCD) d'Adolfo Suárez, formation de centre-droit composée de libéraux et d'anciens franquistes modérés alors que les plus conservateurs ont fondé l'Alliance populaire avec Manuel Fraga. L'Assemblée constituante adopte une nouvelle Constitution laquelle est approuvée par référendum par le peuple espagnol le 6 décembre 1978. En 1979, l'UCD remporte de nouveau les élections.

### Démission et fondation du CDS
En février 1981, épuisé par la mise en place de toutes les réformes durant la Transition démocratique et par les difficultés économiques et sociales, il est remplacé à la tête du gouvernement par Leopoldo Calvo-Sotelo. Lors du débat d'investiture du nouveau gouvernement, le 23 février 1981, une tentative de coup d'État a lieu au Congrès par Antonio Tejero, lieutenant-colonel de la garde civile.
En 1982, Suárez fonde le Centre démocratique et social (CDS) sans grand succès politique alors que l'UCD disparaît progressivement du paysage politique en laissant la place à l'Alliance populaire (futur Parti populaire).

### Fin de vie politique
En 1991, Adolfo Suárez se retire de la vie politique. En 1996, le roi lui confère la dignité de Grand d'Espagne et le titre de duc de Suárez.
Le 12 juin 2009, le musée Adolfo Suárez et de la Transition est ouvert au public dans son village natal.

## Maladie et mort
Le 31 mai 2005 son fils, Adolfo Suárez Illana, a indiqué au journal El Pais que son père affligé par la maladie d'Alzheimer, « ne se rappelle plus avoir été le président du gouvernement et il ne reconnaît plus personne ». Il meurt le 23 mars 2014 à la clinique Centro de Madrid.
Le lendemain de son décès, le ministère espagnol de l'Équipement approuve le changement de nom du premier aéroport du pays, désormais baptisé aéroport Adolfo Suárez, Madrid-Barajas. Le roi Juan Carlos Ier lui attribue à titre posthume le collier de l'ordre Charles III.

## Son œuvre politique

Armoiries d'Adolfo Suárez, 1er duc de Suárez.

C'est pendant le gouvernement d'Adolfo Suárez (1976-1981) qu'est adoptée la loi de réforme politique, qu'est proclamée l'amnistie générale et que sont légalisés les partis politiques. C'est son gouvernement d'Union du centre démocratique (UCD) qui abolit la censure, démantèle le ministère de l'Information et du Tourisme et décrète la mise en place d'un ministère de la Culture.
Il se montre inflexible face aux tentatives d'intimidation des membres de l'état-major lors de la légalisation de l'ensemble des partis interdits sur le sol espagnol depuis 39 années. Le 1er avril 1977, il fait publier un décret-loi qui fixe les nouvelles conditions de la liberté d'expression. L'article 1 reconnaît le principe de cette liberté ainsi que le droit à la diffusion de l'information sans autres limitations que celles que fixe le droit général. Il s'agit, exprimée en quelques lignes, d'une révolution dans les mentalités car ce décret abroge la plupart des dispositions de la loi Fraga. Désormais l'Administration ne peut décréter le séquestre administratif d'imprimés ou de reproductions graphiques et sonores que dans les cas d'atteinte à l'unité de l'Espagne, à l'institution monarchique, aux forces armées ou à la famille royale.
C'est au cours de cette période enthousiasmante mais également dramatique — menaces d'extrême-droite et d'extrême-gauche, attentats de l'ETA et du GRAPO, crise économique, toxicomanie galopante — que rentrent au pays quelques-unes des personnalités de la culture républicaine : Alberti, Zambrano, Sanchez Albornoz, Guillén, etc. Le 11 septembre 1981, le Guernica de Pablo Picasso arrive à l'aéroport de Madrid-Barajas, avec les honneurs rendus d'ordinaire à un chef d'État.
Enfin la liberté de penser et de créer est proclamée par la Constitution de 1978 et affermie par un changement déterminant dans la mentalité des responsables politiques. Conscients que sur ce point les avis divergent, les uns nomment Transition démocratique la période 1976-1982. Pour les autres, c'est avec l'accession au pouvoir du Parti socialiste ouvrier espagnol (PSOE) de Felipe González à l'automne 1982, que s'achève la phase transitoire proprement dite. Il est clair que la transition s'était ébauchée dès la fin des années soixante, par exemple lorsque, le 23 juillet 1969, conformément à la loi organique de l'État, Franco avait désigné le prince Juan Carlos comme son successeur.